# Vật lý thực phẩm
Vật lý thực phẩm là ngành khoa học ứng dụng liên ngành kết hợp giữa ngành Vật lý học, Khoa học thực phẩm và Công nghệ thực phẩm với ba nhiệm vụ chính : khám phá các thông số và đại lượng vật lí của thực phẩm, áp dụng nguyên tắc làm việc của khoa học vật lí để khám phá bản chất của thực phẩm và dùng những nguyên tắc đó để áp dụng vào việc xử lí, chế biến và xây dựng quy trình công nghệ cho công nghiệp thực phẩm .  Vật lý thực phẩm bao quát các hiện tượng thuộc Vật lí cổ điển (Cơ học- Nhiệt học - Điện từ học - Quang học) và Vật lí hiện đại diễn ra trong thực phẩm và các quá trình liên quan. 